# Гај над Марибором
Гај над Марибором (словен. Gaj nad Mariborom) је насељено место у општини Марибор, Подравска регија, Словенија.

## Историја
До територијалне реорганизације у Словенији био је у саставу старе општине Марибор.

## Становништво
У попису становништва из 2011. године, Гај над Марибором је имао 228 становника.
| Број становника према пописима | Број становника према пописима | Број становника према пописима |
| ------------------------------ | ------------------------------ | ------------------------------ |
| 1991                           | 2002                           | 2011                           |
| 212                            | 216                            | 228                            |

Напомена: До 1955. исказивано под именом Свети Криж.